# Norman Toutcher
Norman Champion Toutcher (1884–1924) fue un marino, principalmente conocido por haber sido el oficial del SY Aurora durante la Expedición Antártica Australiana 1911–1914, al mando del capitán John King Davis. Toutcher se unió a la expedición en Cardiff, y navegó hacia Australia, donde comenzó la expedición propiamente dicha. Acompañó al Aurora en su primer viaje antártico desde Hobart hasta la isla Macquarie, en el continente antártico para transportar personal y vituallas, y luego de regreso a Australia. Sin embargo, Davis consideraba que Toutcher era "un tonto sin remedio", y fue reemplazado por Frank D. Fletcher el 12 de marzo de 1912, cuando el Aurora atracó de regreso en Hobart.
El cabo Toutcher, en la costa oeste de la isla Macquarie, fue nombrado en su honor.